# Villa Sauze
Villa Sauce es una localidad argentina del partido de General Villegas, provincia de Buenos Aires. Dicha localidad es muy conocida por su actividad pesquera ya que allí se encuentra una gran laguna.
Se encuentra sobre la ruta provincial 70 a 2 km del límite con la provincia de La Pampa.
Sus vías corresponden al Ramal a Intendente Alvear del Ferrocarril Sarmiento.

## Población
Cuenta con 334 habitantes (Indec, 2010), lo que representa un descenso del 27% frente a los 581 habitantes (Indec, 2001) del censo anterior. Se estima que en 2015 su población llegue a 600 Habitantes. 
| Gráfica de evolución demográfica de Villa Sauze entre 1991 y 2010 |
|                                                                   |
| Fuente: Censos nacionales del INDEC                               |